# Chloroclystis latifascia
Chloroclystis latifascia är en fjärilsart som beskrevs av Walker 1866. Chloroclystis latifascia ingår i släktet Chloroclystis och familjen mätare. Inga underarter finns listade i Catalogue of Life.